# Kłodawa (gmina w województwie łódzkim)
Kłodawa (do 1870 i od 1925 miasto Kłodawa) – dawna gmina o nieuregulowanym statusie istniejąca w latach 191?–192? w woj. łódzkim. Siedzibą władz gminy była osada miejska Kłodawa.
Do 30 maja 1870 Kłodawa była miastem i stanowiła odrębną gminę miejską; po odebraniu praw miejskich i przekształceniu w osadę, miejscowość została włączona do gminy Kłodawa (powiat kolski, gubernia kaliska).
Podczas I wojny światowej niemieckie władze zaborcze przywróciły Kłodawie samorząd miejski, lecz miejscowość nie została uwzględniona w dekrecie z 4 lutego 1919 o samorządzie miejskim, ani w jego uzupełnieniach. Ponieważ Kłodawa nie wróciła do kategorii osad i nadal rządziła się ustawą okupacyjną, stanowiła jednostkę o nieuregulowanym statusie. Jako gmina nie-miejska jednostka zapewne przestała funkcjonować przed uzyskaniem statusu miasta w 1925 roku, czyli około 1922–25. Formalnie, Kłodawa została zaliczona do miast (gmin miejskich) z dniem 9 lipca 1925.